# Musée indonésien du cancer à Surabaya
Le Musée du Cancer d'Indonésie (Museum Kanker Indonesia) est un musée de Surabaya, en Indonésie. Il a été fondé le 2 novembre 2013 et est administré par la Fondation Wisnuwardhana contre le cancer (Yayasan Kanker Wisnuwardhana). Ce musée a pour mission principale de collecter, rechercher et exposer divers objets liés à l’histoire et aux connaissances sur le cancer.

## Mission et collections
Le musée joue un rôle éducatif en présentant des outils de sensibilisation, des informations sur la prévention, le diagnostic précoce, le traitement, la réhabilitation et les soins palliatifs du cancer. Une partie des collections est également consacrée à l’histoire et aux aspects culturels du cancer en Indonésie.
L'une des principales attractions du musée est sa collection d’organes humains atteints de cancer. Ces organes, touchés par différents types de tumeurs malignes, sont exposés sous différentes formes : certains sont montrés en cours d’opération, d’autres sont sectionnés ou conservés dans des bocaux de formol. Parmi les types de cancer les plus représentés figurent :
- Cancer du sein
- Cancer des os (Ostéosarcome)
- Lymphome (cancer des ganglions lymphatiques)
- Cancer du poumon

En plus des expositions médicales, le musée propose une expérience sensorielle permettant d’explorer les cinq sens humains (vue, ouïe, toucher, odorat et goût) afin de mieux comprendre les effets du cancer et de ses traitements.
Ce musée unique en son genre en Indonésie sert de centre d’apprentissage pour les chercheurs, les étudiants en médecine, et le grand public souhaitant en savoir plus sur la prévention et la compréhension du cancer.